# Kustbevakningen
Kustbevakningen (schwedisch: „Küstenwache“) ist die nationale Küstenwache Schwedens.

## Aufgabe und Organisation
Die schwedische Küstenwache ist für den Grenzschutz des schwedischen Territorialgebietes an seinen Seegrenzen zuständig. Weitere Aufgaben sind die Fischereiaufsicht, Überwachung von Umweltschutzstandards, umweltpolizeiliche Aufgaben und Such- und Rettungsaktionen auf See.
Kustbevakningen hat 26 Stationen an der langen schwedischen Küste, darunter eine fliegende Division. Die Stationen unterstehen zwei regionalen Hauptquartieren in Stockholm (Ost) und Göteborg (West). Der tägliche Dienst wird von regionalen Kommandozentralen rund um die Uhr überwacht und geleitet. Das reichsweite Hauptquartier mit dem Generalstab und weiteren Fachabteilungen befindet sich in Karlskrona. Rettungseinsätze werden mit der schwedischen SAR-Organisation Sjöräddningssällskapet durchgeführt.

## Flotte

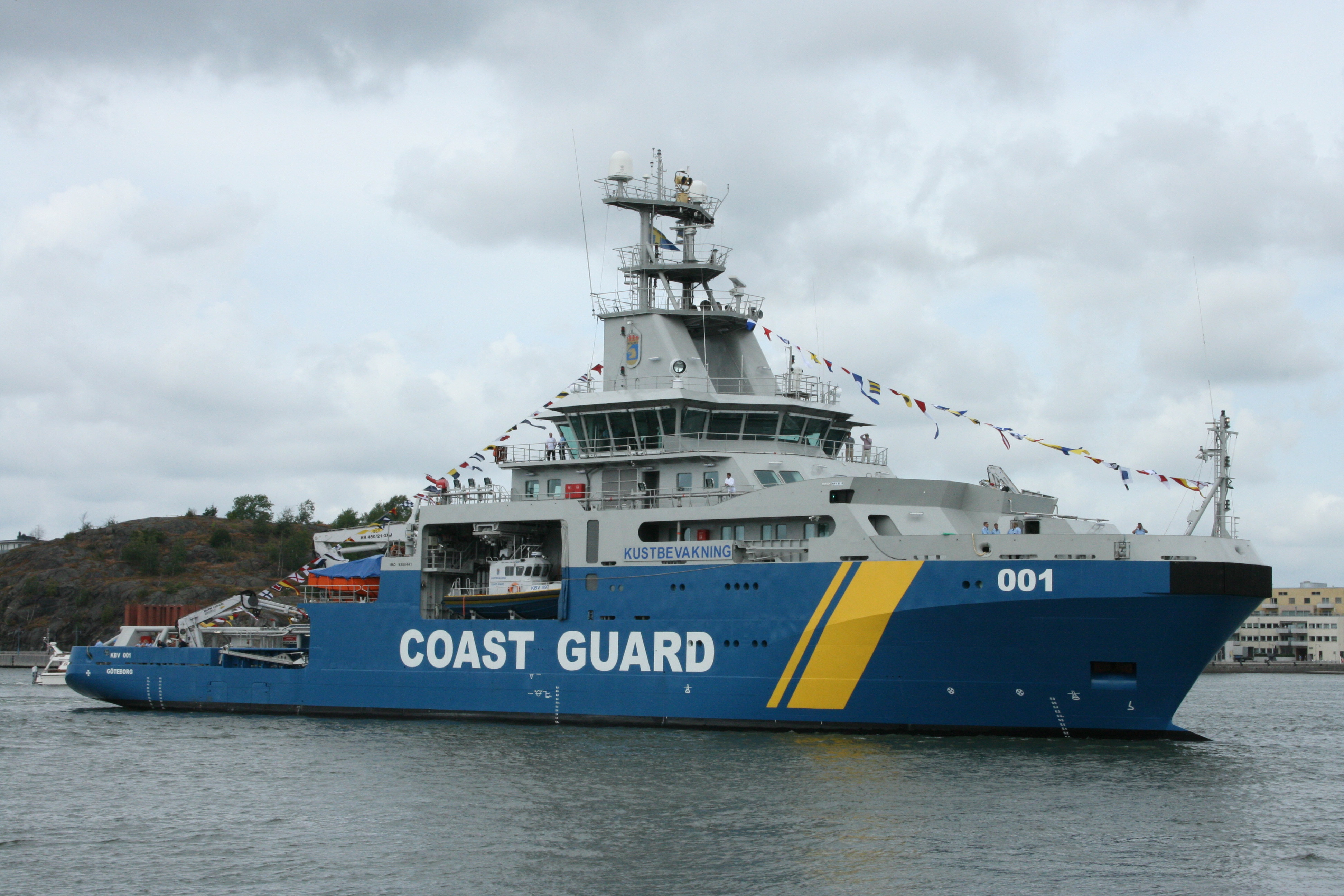
Kustbevakningen-Mehrzweckschiff KBV 001 Poseidon des Typs Damen MPV 8116 beim Anlegemanöver in Göteborg

Die Flotte der schwedischen Küstenwache besteht aus einer Reihe von Schiffen und drei Seeaufklärern. Die Schiffe und ihre Ausrüstung werden als wichtige Werkzeuge für die schwedische Küstenwache kontinuierlich mit moderner Technologie weiter entwickelt.
Die schwedische Flotte von Schiffen umfasst Überwachungsschiffe, Mehrzweckschiffe (u. a. KBV-031-Klasse), Umweltschutz-Patrouillenboote und Luftkissenfahrzeuge. Die schwedische Küstenwache setzt zudem Schnellboote, Rettungsschlauchboote (Zodiacs), Arbeitsboote, Strandreiniger und Jet-Skis ein.
Auf den größeren Schiffen haben die Besatzungen ein integriertes Radar- und Seekarten-System zur Verfügung. Auch die kleineren Boote und Jet-Skis sind mit Kartenplottern, GPS und weiteren Geräten ausgestattet. Die meisten Boote sind mit AIS (Automatic Identification System) ausgestattet. Zur Erleichterung der Suchaktionen und der Umweltüberwachung werden auch Infrarotkameras, Videokameras, Nachtsichtgeräte, Öl-Radars, Unterwasserkameras, Sonar und Echolote eingesetzt.
Die Kustbevakningen-Flugzeuge des Typs De Havilland DHC-8-300 werden nicht nur für die Überwachung und Aufklärung entlang der schwedischen Küste eingesetzt, sondern sind auch in einer Reihe von internationalen Missionen tätig.